# Witold Mazurczak
Witold Franciszek Mazurczak (ur. 22 kwietnia 1951) – polski politolog, historyk, doktor habilitowany nauk humanistycznych i profesor nadzwyczajny Uniwersytetu im. Adama Mickiewicza w Poznaniu. Specjalista w zakresie historii politycznej oraz najnowszej historii powszechnej. Pełnomocnik Rektora ds. Uniwersytetu Otwartego.

## Życiorys
Absolwent Wydziału Filozoficzno-Historycznego UAM (1974).
W 1983 uzyskał stopień naukowy doktora na podstawie rozprawy pt. Federacja Indii Zachodnich na tle brytyjskiej polityki dekolonialnej w latach 1945-1967 (promotor: prof. Janusz Pajewski). Stopień doktora habilitowanego otrzymał na podstawie dorobku naukowego oraz rozprawy pt. Kolonializm i wojna. Brytyjskie imperium kolonialne w czasie II wojny światowej (Uniwersytet im. Adama Mickiewicza; Wydział Historyczny; Instytut Historii, 1999).
Pracuje w Zakładzie Najnowszej Historii Politycznej na Wydziale Nauk Politycznych i Dziennikarstwa UAM. Od 1 stycznia 2009 jest kierownikiem tegoż zakładu.
Członek rady nadzorczej Cybernetic Technologies Netictech Spółka Akcyjna.